# Ceratia
Ceratia is een geslacht van weekdieren uit de klasse van de Gastropoda (slakken).

## Soorten
- Ceratia dissoluta Weichmann, 1874 †
- Ceratia dufresnoyi (Des Moulins, 1868) †
- Ceratia francisca Lima, Júnior, Guimarães & Dominguez, 2016
- Ceratia meridionalis Lozouet, 2015 †
- Ceratia nagashima Fukuda, 2000
- Ceratia pachia (Watson, 1886)
- Ceratia pliocenica Ceregato & Tabanelli, 2005 †
- Ceratia proxima (Forbes & Hanley, 1850)
- Ceratia sergipana Lima, Júnior, Guimarães & Dominguez, 2016
- Ceratia sternbergensis R. Janssen, 1978 †